# Liste der Biografien/Masn
Liste der Biografien |
Portal Biografien |
Personensuche
# |
A |
B |
C |
D |
E |
F |
G |
H |
I |
J |
K |
L |
M |
N |
O |
P |
Q |
R |
S |
T |
U |
V |
W |
X |
Y |
Z |
?
 
Ma |
Mb |
Mc |
Md |
Me |
Mf |
Mg |
Mh |
Mi |
Mj |
Mk |
Ml |
Mm |
Mn |
Mo |
Mp |
Mq |
Mr |
Ms |
Mt |
Mu |
Mv |
Mw |
Mx |
My |
Mz
 
Maa |
Mab |
Mac |
Mad |
Mae |
Maf |
Mag |
Mah |
Mai |
Maj |
Mak |
Mal |
Mam |
Man |
Mao |
Map |
Maq |
Mar |
Mas |
Mat |
Mau |
Mav |
Maw |
Max |
May |
Maz
 
Masa |
Masb |
Masc |
Masd |
Mase |
Masg |
Mash |
Masi |
Masj |
Mask |
Masl |
Masm |
Masn |
Maso |
Masp |
Masq |
Masr |
Mass |
Mast |
Masu |
Masv |
Masw |
Masy |
Masz
Die Liste der Biografien führt alle Personen auf, die in der deutschsprachigen Wikipedia einen Artikel haben. Dieses ist eine Teilliste mit 15 Einträgen von Personen, deren Namen mit den Buchstaben „Masn“ beginnt.

## Masn

### Masna
- Masná, Lenka (* 1985), tschechische Mittelstreckenläuferin
- Masnada, Fausto (* 1993), italienischer Radrennfahrer
- Masnada, Florence (* 1968), französische Skirennläuferin
- Masnaghetti, Serge (* 1934), französischer Fußballspieler
- Masnata, Albert (1900–1983), Schweizer Wirtschaftswissenschaftler
- Masnawi, Shahib (* 2000), singapurischer Fußballspieler
- Masnawi, Syahadat (* 2001), singapurischer Fußballspieler

### Masne
- Masner, Karl (1858–1936), deutscher Kunsthistoriker und Museumsleiter

### Masni
- Masniaschwili, Giorgi Iwanowitsch (1870–1937), georgischer General, Oberstleutnant der Kaiserlichen Russischen Armee
- Mašnić, Ilijas (* 1957), bosnisch-herzegowinischer Basketballtrainer und -spieler
- Mašnić, Neil (* 2000), deutscher Basketballspieler
- Masnik, Juan Carlos (1943–2021), uruguayischer Fußballspieler und Trainer

### Masno
- Masnou Boixeda, Ramón (1907–2004), spanischer Geistlicher, katholischer Bischof

### Masny
- Masný, Marián (* 1950), tschechoslowakischer Fußballspieler
- Masnyk, Marek (* 1956), polnischer Historiker und Rektor der Universität Opole